# لاتافيوس ويليامز
لاتافيوس ويليامز (بالإنجليزية: Latavious Williams؛ مواليد 29 مارس 1989) هو لاعب كرة سلة محترف أمريكي يلعب لصالح الاتحاد (جدة) في الدوري السعودي الممتاز لكرة السلة (SBL).
بعد تخرّجه من المدرسة الثانوية، لعب مع تولسا 66 في دوري إن بي إيه للتطوير قبل أن يختاره ميامي هيت في درافت إن بي إيه 2010. وبعد الاختيار مباشرة، تم مبادلة حقوقه مع أوكلاهوما سيتي ثاندر، الفريق التابع للـ66ers في إن بي إيه. ومع ذلك، لم يوقّع معه العقدا، فعاد ويليامز إلى دوري التطوير مع الـ66ers. وفي 19 فبراير 2015، انتقلت حقوقه إلى نيو أورلينز بيليكانز.
كان ويليامز أول لاعب يدخل دوري التطوير مباشرة من المدرسة الثانوية. ومع ذلك، كان ثاني لاعب يُختار من فريق في دوري التطوير بعد مايك تايلور الذي اختير في درافت إن بي إيه 2008. واعتبارًا من أبريل 2022، لم يشارك ويليامز مطلقًا في أي مباراة رسمية (موسم عادي أو أدوار إقصائية) في إن بي إيه، ليكون واحدًا من لاعبي دوري التطوير القلائل الذين يحملون هذا السجل (الآخر هو تشوكوديبيري مادوابوم).

## الحياة المبكرة
وُلد ويليامز لوالديه فريدريك وكاساندرا نيلي في ستاركفيل، مسيسيبي.

### المدرسة الثانوية
لعب ويليامز أربع سنوات في مدرسة ستاركفيل الثانوية. في سنته الأخيرة هناك، بلغ معدله 19.9 نقطة، و14.5 متابعة، و5.0 صدات، وقاد الفريق إلى نصف نهائي بطولة الولاية (فئة 5A). بعد أربع سنوات في ستاركفيل، كان قد أتم فقط مادتين من أصل 16 مادة أساسية تشترطها الرابطة الوطنية لرياضة الجامعات (NCAA) للتأهل لمنحة رياضية. ثم التحق بأكاديمية مركز الحياة المسيحية، وهي مدرسة خاصة في هامبل، تكساس، لمدة عام لاستكمال المواد الـ14 المتبقية. واصل اللعب على مستوى المدارس التحضيرية بمعدل 23 نقطة، 12 متابعة، صدتين، 4 تمريرات حاسمة، و4 سرقات لصالح الأكاديمية.

### خطط الكلية
بعد إنهاء دراسته الثانوية، كان ويليامز ينوي لعب كرة السلة الجامعية في الولايات المتحدة. وصُنّف ضمن 20 الأفضل في دفعة 2009. في مايو 2009، أعلن التزامه الشفهي بالالتحاق بـجامعة ممفيس. اختار ممفيس على حساب جورجتاون هوياز، وكانساس ستيت وايلدكاتس، وفلوريدا إنترناشونال غولدن بانثرز. وكان أول لاعب يجنده جوش باستنر كمدرب رئيسي لفريق ممفيس تايغرز.
إلا أنه واجه صعوبة في التأهل أكاديمياً وتراجع لاحقاً عن التزامه باللعب لصالح ممفيس، وقرر بدلاً من ذلك تجاوز الكلية واللعب كمحترف. ولكن، اللاعب الذي يدرس الثانوية في الولايات المتحدة لا يحق له دخول إن بي إيه درافت إلا بعد مرور عام على تخرجه. كان متوقعاً أن يوقع مع فريق خارجي قبل دخوله الـNBA عندما يصبح مؤهلاً، على غرار براندون جينينغز الذي لعب في الدوري الإيطالي لعام واحد قبل أن يتم اختياره في درافت إن بي إيه 2009.

## المسيرة الاحترافية

### موسم 2009–10
تلقى ويليامز عدة عروض من فرق خارج الولايات المتحدة، من بينها عرض من الرابطة الصينية لكرة السلة بلغت قيمته نحو 100,000 دولار. إلا أن عائلته قررت رفض فكرة اللعب في الخارج. اختار اللعب في دوري الرابطة الوطنية لكرة السلة للتطوير (الذي يُعد الدوري الرديف الرسمي للـNBA). تقاضى 19,000 دولار فقط مقابل اللعب في الـD-League لأنه اعتقد أن ذلك سيمنحه خبرة وانتشاراً أكبر.
دخل ويليامز دوري الرابطة الوطنية لكرة السلة للتطوير درافت 2009 وتم اختياره في المركز 16 من قبل تولسا 66رز، ليصبح أول لاعب يتم اختياره في الـD-League مباشرة من المدرسة الثانوية. ونظراً لأن الـNBA تشترط أن يكون اللاعب قد مرّ عام واحد على تخرجه من الثانوية، أصبح ويليامز اللاعب الوحيد في الـD-League غير المؤهل للاستدعاء إلى أي فريق في الـNBA خلال موسم 2009–10.
لعب كبديل في مركز الهجوم الأمامي معظم الموسم، وشارك أساسياً في 7 مباريات فقط من أصل 46. بلغ معدله 7.7 نقاط بنسبة تسديد 52.8% و7.7 متابعات خلال 20.5 دقيقة في المباراة. سجّل 16 مرة برصيد مزدوج الأرقام وحقق 13 مباراة برصيد مزدوج في المتابعات، كما سجل 9 دابل دابل خلال الموسم العادي. تحسنت أرقامه في الأدوار الإقصائية إذ بلغ معدله 11.3 نقطة بنسبة تسديد 61.2% و8 متابعات في 7 مباريات. وساهم في وصول تولسا 66رز إلى النهائي، لكن الفريق خسر اللقب رغم أن ويليامز سجل معدلاً بلغ 13.5 نقطة و10.5 متابعات في مباراتي النهائي أمام ريو غراندي فالي فايبرز.

### موسم 2010–11
أصبح ويليامز مؤهل تلقائياً لدخول إن بي إيه درافت في درافت إن بي إيه 2010 لكونه قد مرّ عام على تخرجه من الثانوية. اختاره ميامي هيت في الجولة الثانية بالمركز 48. وبهذا أصبح أول لاعب يتخطى الكلية ويلعب عاماً في الـD-League قبل أن يتم اختياره في الـNBA. كما أصبح ثاني لاعب يتم اختياره من فريق D-League بعد مايك تايلور في درافت إن بي إيه 2008.
بعد اختياره مباشرة من قبل ميامي هيت، تم تبادل حقوقه لصالح أوكلاهوما سيتي ثاندر (الفريق التابع لتولسا 66رز).
شارك مع أوكلاهوما سيتي ثاندر في دوري لاس فيغاس الصيفي 2010 في أورلاندو، حيث لعب جميع المباريات الخمس بمعدل 3.2 نقاط و2.6 متابعات خلال 13 دقيقة. كانت أفضل مبارياته أمام فيلادلفيا سفنتي سيكسرز حيث سجل 10 نقاط و5 متابعات و3 صدات في 15 دقيقة. لكن لم يتلق عرض عقد أو دعوة لمعسكر تدريب الفريق لموسم 2010–11.
في 31 أكتوبر 2010، أعلن فريق تولسا 66رز أن ويليامز سيعود للعب في صفوفه خلال موسم دوري الرابطة الوطنية لكرة السلة للتطوير 2010–11. وبقيت حقوقه في الـNBA مملوكة من قبل أوكلاهوما سيتي ثاندر. بلغ معدله 13.2 نقطة و8.6 متابعات في 41 مباراة.

### موسم 2011–12
في 23 أغسطس 2011، وقّع ويليامز عقداً لمدة عام واحد مع فريق الإسباني فياتك جوفينتوت. في نهاية الموسم، حصل على جائزة أكثر لاعب استعراضي.
كما كان مرشحاً لجائزة جائزة النجم الصاعد في الدوري الإسباني لكرة السلة بعد أن حقق معدل 9.6 نقطة و7.1 متابعة.

### موسم 2012–13
في يوليو 2012، انضم ويليامز مجدداً إلى أوكلاهوما سيتي ثاندر في دوري دوري إن بي إيه الصيفي 2012. ثم انضم لفترة قصيرة إلى فريق ميتروس دي سانتياغو في الدوري الدومينيكاني لكرة السلة، قبل أن يوقّع عقداً لمدة شهرين مع نادي الدوري الألماني واليوروليغ بروس بامبيرغ في 4 أكتوبر. لم يُمدد عقده بعد انتهائه في ديسمبر 2012، ثم وقّع مع نادي سي بي إشبيلية الإسباني لبقية الموسم.

### موسم 2013–14
عاد ويليامز إلى سي بي إشبيلية لموسم 2013–14، لكنه لعب 10 مباريات فقط قبل أن يُستغنى عنه في يناير 2014.

### موسم 2014–15
بعد فترة قصيرة أخرى مع ميتروس دي سانتياغو, وقّع ويليامز مع بلباو باسكت الإسباني لموسم الدوري الإسباني لكرة السلة موسم 2014–15 في 29 أغسطس.
في 4 يونيو 2015، وقّع مع فاكيروس دي بايامون في بورتوريكو لبقية موسم 2015 في دوري بورتوريكو لكرة السلة.

### موسم 2015–16
في 20 يوليو 2015، وقّع ويليامز عقداً لمدة عام مع يونيكس قازان الروسي.

### موسم 2016–17
في 16 يونيو 2016، جدّد ويليامز عقده مع يونيكس لموسم إضافي.
في 2 يونيو 2017، وقّع مع بوكانيروس دي لا غوايرا في فنزويلا لبقية موسم الدوري الفنزويلي لكرة السلة 2017.

### موسم 2017–18
في 19 يوليو 2017، وقّع ويليامز مع فالنسيا باسكت الإسباني لموسم 2017–18.

### موسم 2018–19
في 1 نوفمبر 2018، وقّع ويليامز مع نادي إيجوكيا البوسني لموسم 2018–19. لعب 11 مباراة في الدوري الأدرياتيكي محققاً متوسط 11.9 نقطة و4 متابعات في المباراة. كما فاز بكأس كأس البوسنة والهرسك لكرة السلة مع إيجوكيا. في 16 أبريل 2019، أنهى ويليامز عقده مع إيجوكيا لينضم إلى تيكنكونتا سرقسطة لبقية الموسم.

### موسم 2019–20
في 1 أغسطس 2019، وقّع ويليامز مع هبوعيل حولون في الدوري الإسرائيلي الممتاز لموسم 2019–20. في 5 أكتوبر 2019، سجل ويليامز دابل دابل (كرة سلة) بـ23 نقطة و14 متابعة في أول ظهور له، حيث سدد 8 من 11 من الملعب في فوز 89–75 على هبوعيل تل أبيب. في 26 نوفمبر 2019، أنهى ويليامز تعاقده مع حولون.
في 28 نوفمبر 2019، وقّع ويليامز مع هبوعيل تل أبيب لبقية الموسم. في 14 ديسمبر 2019، سجل ويليامز أعلى أرقامه في الموسم بـ25 نقطة و12 متابعة، محققاً 41 نقطة في مؤشر الأداء مؤشر تقييم الأداء في خسارة 84–91 أمام مكابي تل أبيب.

### موسم 2020–21
في 19 يونيو 2020، وقّع ويليامز مع الفريق الكوري أن يانغ كي جي سي.

### موسم 2021–22
في 15 أغسطس 2021، وقّع ويليامز مع جيونجو كي سي سي إيجيس.

### موسم 2022–23
في أكتوبر 2022، لعب ويليامز لصالح كاظمة في بطولة الأندية العربية لكرة السلة 2022.

### موسم 2023–24
في 16 سبتمبر 2023، وقّع ويليامز مع الاتحاد السعودي في الدوري السعودي الممتاز لكرة السلة.

## إحصائيات المسيرة

### بطولات الدوري المحلية
| الموسم  | الفريق                  | الدوري                            | لعب | دقيقة | ميداني% | ثلاثية | حرة  | ارتداد | صنع | SPG | تصدي | نقطة |
| ------- | ----------------------- | --------------------------------- | --- | ----- | ------- | ------ | ---- | ------ | --- | --- | ---- | ---- |
| 2009–10 | أوكلاهوما سيتي بلو      | دوري الرابطة الوطنية لفئة التطوير | 54  | 20.0  | .560    | .071   | .634 | 7.7    | .7  | .6  | .8   | 8.2  |
| 2010–11 | أوكلاهوما سيتي بلو      | دوري الرابطة الوطنية لفئة التطوير | 40  | 26.2  | .640    | .000   | .724 | 8.6    | .5  | .6  | .9   | 13.1 |
| 2011–12 | جوفينتوت بادالونا       | الدوري الإسباني لكرة السلة        | 34  | 24.6  | .597    | --     | .700 | 7.1    | .4  | 1.3 | .8   | 9.6  |
| 2012    | سانتياجو                | الدوري الدومينيكاني لكرة السلة    | 11  | 32.3  | .620    | .333   | .843 | 12.0   | 1.5 | 1.4 | 1.1  | 16.8 |
| 2012–13 | نادي إشبيلية لكرة السلة | الدوري الإسباني لكرة السلة        | 14  | 23.6  | .582    | .000   | .641 | 6.4    | .5  | 1.1 | .4   | 10.9 |
| 2013–14 | نادي إشبيلية لكرة السلة | الدوري الإسباني لكرة السلة        | 10  | 27.7  | .649    | .000   | .500 | 7.7    | .7  | .5  | .4   | 10.9 |
| 2014–15 | بلباو باسكت             | الدوري الإسباني لكرة السلة        | 36  | 18.0  | .645    | --     | .623 | 5.7    | .4  | .6  | .4   | 7.3  |
| 2015    | بايمون                  | دوري بورتوريكو لكرة السلة         | 10  | 21.8  | .620    | .000   | .586 | 8.2    | .5  | .5  | .4   | 10.5 |

## روابط خارجية
- لاتافيوس ويليامز على موقع الدوري الأوروبي لكرة السلة (الإنجليزية)
- لاتافيوس ويليامز على موقع سبورتس رفرنس (الإنجليزية)
- لاتافيوس ويليامز على موقع الدوري الإسباني لكرة السلة (الإسبانية)
- لاتافيوس ويليامز على موقع كرة السلة الأوروبية.كوم (الإنجليزية)
- لاتافيوس ويليامز على موقع ريلجم (الإنجليزية)
- لاتافيوس ويليامز على موقع بروبوليرز (الإنجليزية)
- لاتافيوس ويليامز على موقع سبورتس رفرنس (الإنجليزية)
- لاتافيوس ويليامز على موقع سبورتس رفرنس (الإنجليزية)